# Frankenweenie
Frankenweenie är en amerikansk kortfilm från 1984, skriven och regisserad av Tim Burton.
Filmen handlar om unge Victor Frankenstein och hans "Weeniedog" Sparky, som under olyckliga omständigheter blir påkörd. Victor börjar i hemlighet planera hur han med elektricitet ska kunna återuppliva sin älskade hund och samtidigt kunna undanhålla det ifrån sina föräldrar.
Filmen finns utgiven på Nightmare Before Christmas "2-disc special edition"-dvd:n.

## Rollista
- Shelley Duvall – Susan Frankenstein
- Daniel Stern – Ben Frankenstein
- Barret Oliver – Victor Frankenstein
- Joseph Maher – Mr. Chambers
- Roz Braverman – Mrs. Epstein
- Paul Bartel – Mr. Walsh
- Sofia Coppola – Anne Chambers (som Domino)
- Jason Hervey – Frank Dale
- Paul C. Scott – Mike Anderson
- Helen Boll – Mrs. Curtis
- Sparky – Sparky
- Rusty James – Raymond